# Pinheiro (Maranhão)
Pour les articles homonymes, voir Pinheiro.

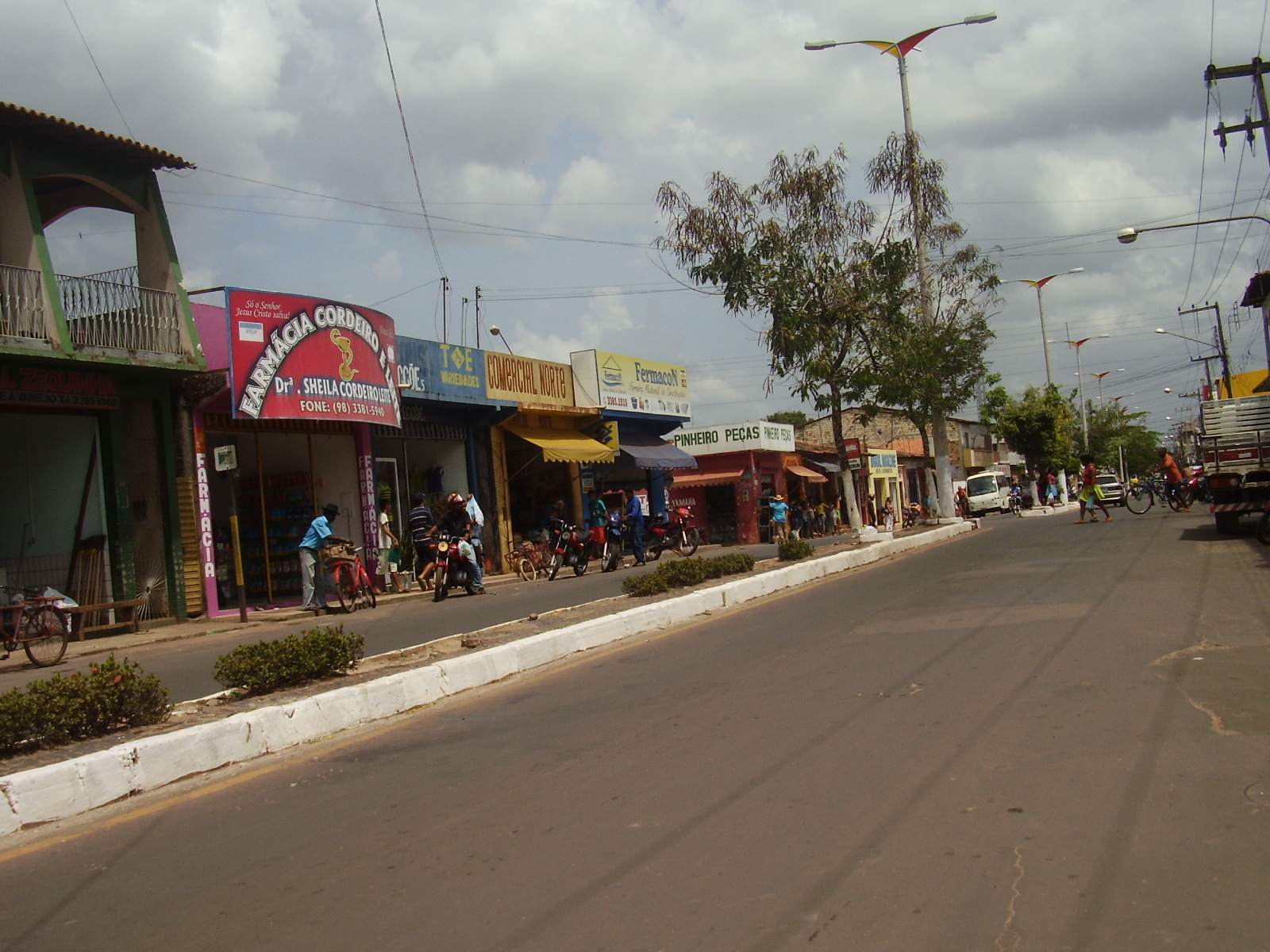

Pinheiro est une ville brésilienne du nord de l'État du Maranhão. Elle se situe par une latitude de 02° 31' 15" sud et par une longitude de 45° 04' 58" ouest, à une altitude de 29 mètres. Sa population était estimée à 73 502 habitants en 2006. La municipalité s'étend sur 1 466 km².

## Maires
| Période | Période | Identité                 | Étiquette | Qualité |
| ------- | ------- | ------------------------ | --------- | ------- |
| 2009    | 2012    | José Arlindo Silva Sousa | DEM       |         |